# Goshen (Utah)
Goshen – miasto w Stanach Zjednoczonych, w stanie Utah, w hrabstwie Utah.